# Trofaiach
Trofaiach est une commune autrichienne du district de Leoben en Styrie.

## Géographie

### Localités
| - Edling - Gai - Gausendorf - Gimplach - Gößgraben | - Krumpen - Kurzheim - Laintal - Oberdorf - Putzenberg | - Rötz - Schardorf - Töllach - Trattning - Treffning | - Trofaiach - Untergimplach - Unterkurzheim - Windischbühel |